# Egill Rostrup
Egill Barfod Rostrup (16. marts 1876 i København – 3. august 1940 i Rønne) var en dansk skuespiller, sceneinstruktør og historiker.
Han tog filosofikum i 1895 og blev i 1896 optaget på Det Kongelige Teaters elevskole. I 1899 debuterede han på Det Kongelige Teater, og kom efterfølgende til Folketeatret, Casino og Dagmarteatret. På film fik han sin debut i 1912, og i løbet af 1920'erne medvirkede han i flere stumfilm.
Det blev særligt den teaterhistoriske forskning, der kom til at optage Rostrup. Han holdt flere forelæsningsrækker og forfattede flere afhandlinger ved Københavns Universitet, og i 1921 tog han en doktorgrad i teaterhistorie, om den græske tragedie. Afhandlingen bærer titlen "Den Attiske Tragoidia i teaterhistorisk belysning." Afhandlingen udkom som bog, på Gyldendal i 1921. Efterfølgende koncentrerede han sig også om instruktørrollen, bl.a. instruerede han en række forestillinger ved Det Kongelige Teater 1928–1930. 
Egill Rostrup var gift to gange, først med Oda Rostrup (1903–1913), anden gang med Ellen Rovsing i 1913, som han fik en søn, sceneinstruktør Asmund Rostrup, med. Han er begravet på Svaneke Kirkegård.

## Filmografi
- Den utro hustru (1911)
- Dyrekøbt Venskab (1913)
- Grevindens Ære (1919)
- Vor fælles Ven (1921)
- Kan disse Øjne lyve? (1921)
- Pigen fra Sydhavsøen (1922)
- Store forventninger (1922)
- Nedbrudte Nerver (1923)
- Fra Piazza del Popolo (1925)
- Lykkehjulet (1926)
- Det sovende Hus (1926)